# منتخب كندا للكرة اللينة للرجال
منتخب كندا للكرة اللينة للرجال (بالإنجليزية: Canada men's national softball team)‏ هو ممثل كندا الرسمي في المنافسات الدولية في كرة لينة
.